# هيتمان (فلم 2007)
هيتمان (بالإنجليزية: Hitman) هو فيلم أمريكي إنتاج 2007 عن جريمة والفيلم من اقتباس لعبة فيديو تحمل نفس الاسم بطولة تيموثي أوليفانت.

## القصة
يدور الفيلم حول قصة القاتل المحترف المعدل جينياً، والذي يحمل اسما كوديا هو «العميل 47»، والذي توظفه جهة تدعى «المنظمة» تعمل في التجسس الدولي ليقوم بعمليات اغتيال مختلفة حول العالم. وخلال إحدى المهمات يجد العميل 47 نفسه مطاردا من قبل الانتربول والمخابرات الروسية عبر دول شرق أوروبا، في نفس الوقت الذي يبدأ فيه القاتل الذي يفترض أن يكون بلا مشاعر بامتلاك مشاعر غير معتادة تجاه فتاة ليل روسية كانت ملك لأحد الموجوديين على قائمة الاغتيالات الامنية

## طاقم التمثيل
- تيموثي أوليفانت
- دوجراي سكوت
- أولجا كوريلنكو
- روبرت نبر
- هنري إيان كوسيك

## الإصدار والتوزيع
== أجزاء أخرى ==زرعه امجبران

## وصلات خارجية
- الموقع الرسمي
- مقالات تستعمل روابط فنية بلا صلة مع ويكي بيانات